# 3373 Koktebelia
3373 Koktebelia (1978 QQ2) là một tiểu hành tinh vành đai chính được phát hiện ngày 31 tháng 8 năm 1978 bởi N. Chernykh ở Nauchnyj.